# Zelleromyces albellus
Il Zelleromyces albellus è una specie di funghi appartenente al genere degli Zelleromyces. Questa specie fu classificata inizialmente dai micologi Rolf Singer e Alexander Hanchett Smith con il nome di Martellia albella ed in seguito riclassificata da Jim Trappe, Teresa Lebel e Michael Castellano nel 2002.